# Leiknisvöllur
Leiknisvöllur – stadion piłkarski w Reykjavíku, stolicy Islandii. Obiekt może pomieścić 1500 widzów. Swoje spotkania rozgrywają na nim piłkarze klubu Leiknir.